# Serra Alta
Serra Alta é um município brasileiro do estado de Santa Catarina.  Localiza-se a uma latitude 26º43'45" sul e a uma longitude 53º02'32" oeste, estando a uma altitude de 648 metros.

## História
Descendentes de imigrantes italianos vindos principalmente de Guaporé, no Rio Grande do Sul, foram os primeiros colonizadores da região onde se localiza Serra Alta. Em 1950, quando chegaram, batizaram o local de Vista Longa, devido à paisagem que vislumbravam dos 648m de altitude do município. Os migrantes buscavam enriquecer com a extração da madeira. A altitude também inspirou o nome atual, atribuído em 1954, quando a localidade – antes pertencente a Chapecó – passou a integrar o município de São Carlos. Em 1961, quando Modelo se emancipou de São Carlos, Serra Alta passou a ser distrito desse município, conquistando sua própria emancipação em 1989.